# Petrus Kirstenius

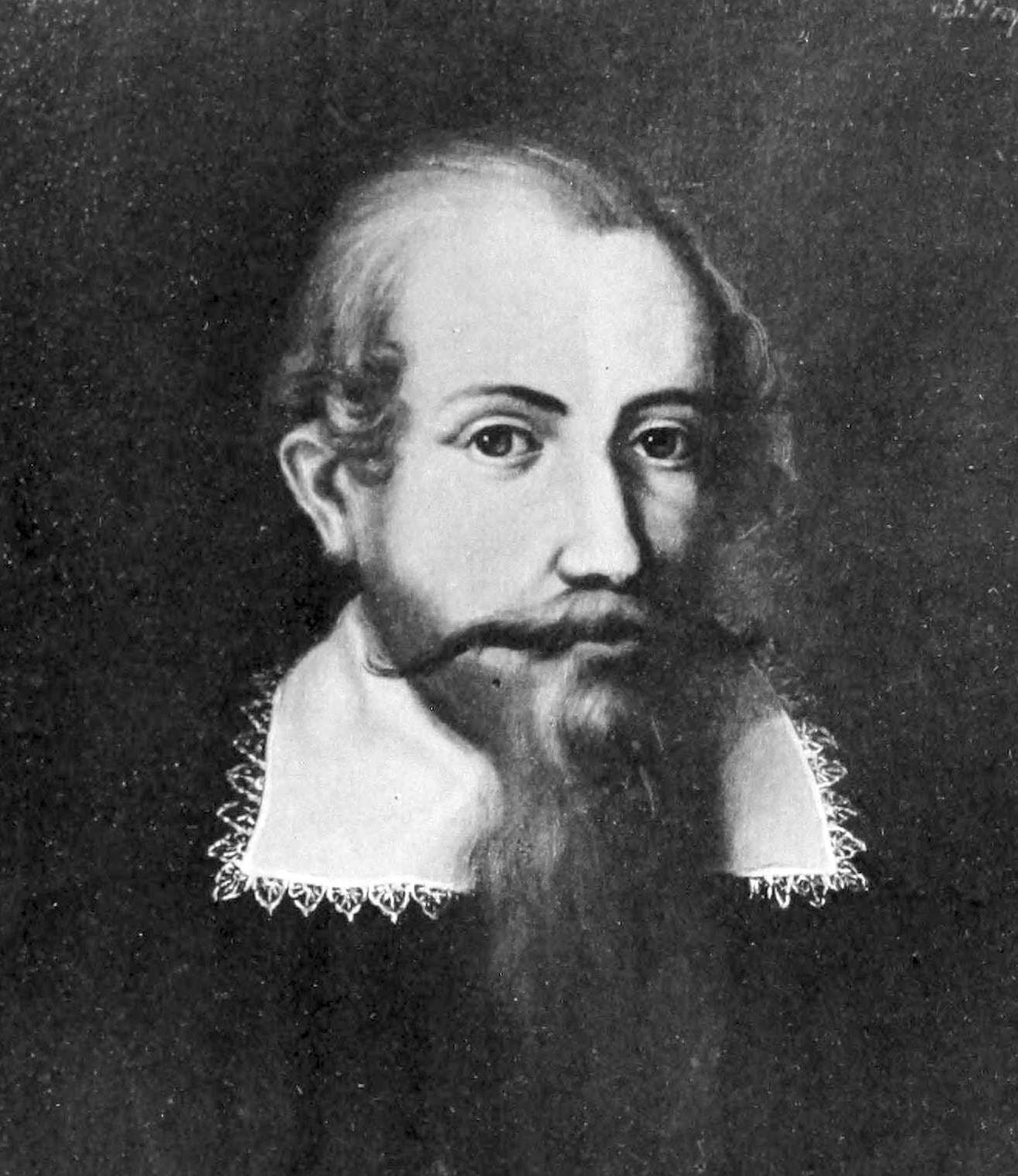
Petrus Kirstenius. Samtida målning.

Petrus Kirstenius, latinsk form av Peter Kirstein, född 25 december 1577 i Breslau, död 5 april 1640 i Uppsala, var en tysk-svensk läkare och filolog.

## Biografi
Kirstenius fick sin läkarbildning vid flera tyska universitet samt i Holland och Frankrike, där hans önskan att lära känna de gamle persiska läkarnas, särskild Avicennas, skrifter gav honom anledning att utvidga sina redan förut ovanligt omfattande språkstudier. Vid 24 års ålder promoverades han till medicine doktor i Basel. Efteråt utförde han resor genom Italien, Spanien, Frankrike och flera andra länder.
Hemkommen till Breslau, blev han rektor vid stadens gymnasium, men måste snart för sjuklighets skull frånträda denna befattning. Därefter var han huvudsakligen sysselsatt med medicinsk praktik och ett djupare studium av arabiskan. Efter några år flyttade han över till Preussen, där han senare blev bekant med Axel Oxenstierna. Denne anställde honom som sin läkare och lät honom 1636 medfölja till Sverige. Där kallades han samma år till extra ordinarie livmedikus hos drottning Kristina och blev tillika professor i praktisk medicin i Uppsala.
Kirstenius ansågs känna 26 språk och var mera känd som filolog än som läkare, i vilken sistnämnd egenskap han enligt sin egen bekännelse tillhörde Paracelsus’, inte Galenos’ skola. Utom ett par medicinska avhandlingar, som De vero usu et abusu medicinae (Breslau, 1610), offentliggjorde Kirstenius under sin vistelse i Breslau flera språkvetenskapliga arbeten, förnämligast rörande åtskilliga på österländska språk gjorda översättningar av kristna urkunder. För att kunna trycka sina språkliga skrifter i Uppsala införde Kirstenius från utlandet arabiska typer, något som dessförinnan inte funnits i Sverige.
Hans son Johan Peter Kirstenius (1617–1682) blev en framgångsrik fortifikationsofficer.